# Retrat d'Eleonora Gonzaga
El Retrat d'Eleonora Gonzaga és un quadre del pintor Ticià, realitzat en 1538, que es troba en la Galeria Uffizi de Florència, Itàlia.
L'obra forma part d'una parella al costat de la de l'espòs d'Eleonora Gonzaga Della Rovere, Francesco Maria della Rovere on es ressalten les virtuts de bellesa i prudència, excel·lents en la duquessa.
El model seria prototip d'obres posteriors com el d'Isabel de Portugal.